# Edoardo Bruno
Edoardo Bruno (* 11. September 1928 in Rom; † 16. September 2020 ebenda) war ein italienischer Filmwissenschaftler, Filmregisseur und Drehbuchautor.

## Leben
Bruno war Dozent für Filmgeschichte an der Universität Florenz und schrieb Kritiken für zahlreiche Zeitschriften, z. B. für La rivista del cinematografo und La Libertà. Daneben leitete er Filmcritica.
1968 drehte er einen Film nach eigenem Drehbuch, La sua giornata di gloria, in dem er, stilistisch dem Cinéma vérité verpflichtet, die Ereignisse des Jahres verarbeitete und einen Blick in eine mögliche Zukunft warf. Der für den Goldenen Bären bei den Filmfestspielen Berlin nominierte Film blieb Brunos einziger Ausflug auf die aktive Seite des Filmemachens.